# り
り、リは、日本語の音節のひとつであり、仮名のひとつである。1モーラを形成する。五十音図において第9行第2段（ら行い段）に位置する。

## 概要

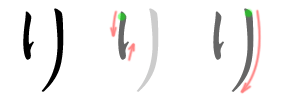
「り」の筆順

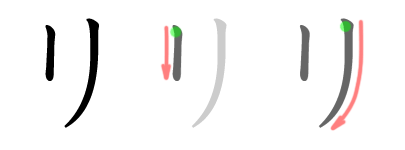
「リ」の筆順

- 現代標準語の音韻: 1子音と1母音からなる音 /ri/。舌の先で上歯茎付近をはじくことによる有声子音/r/といからなる音。母音「い」に引かれて子音/r/は口蓋化し、舌が後ろに引かれる。国際音声記号で口蓋化された語中の/r/は歯茎はじき音[ɾʲ]で記述される。語頭の/r/は接触の持続時間がやや長く歯茎側面はじき音[ɺʲ]で記述される。
- 五十音順: 第40位。や行い段とえ段のいとえを数に加えると42位。
- いろは順: 第9位。「ち」の次、「ぬ」の前。
- 平仮名「り」の字形: 「利」の（全体の）草体
- 片仮名「リ」の字形: 「利」の旁
- ローマ字: ri
- 点字:
- 通話表: 「りんごのリ」
- モールス信号: －－・
- 手旗信号：12

- 発音: り[ヘルプ/ファイル]

## り に関わる諸事項
- 平仮名の「り」は、のように上が離れる字体とのように続く字体がある。草書体と多くの明朝体は後者。ゴシック体にはどちらも見られる（MS ゴシック・ロダン・小塚ゴシックなどは前者、ゴナ・新ゴ・源ノ角ゴシックなどは後者）。
- 片仮名の「リ」は漢字の部首である「刂」（りっとう）の変形で、「りっとう」の部首名も「リ」に因んでいる（元は「利」の旁から来ている）。
- チャットなどにおいて、「り」が「了解」という意味で使われることがある（略語）。これは「りょうかい」が「りょ」、さらに略され「り」になったものである[1]。
- 李は、中華圏で多い姓（漢姓）のひとつ。リー、韓国ではイとも発音する。